# باشگاه فوتبال پلیس ترو
باشگاه فوتبال پلیس ترو (انگلیسی: Police Tero F.C.) یک باشگاه فوتبال از تایلند است که در شهر بانکوک قرار دارد. این تیم سابقه نایب قهرمانی در لیگ قهرمانان آسیا ۰۳–۲۰۰۲ را دارد. همچنین دو بار قهرمان لیگ تایلند شده‌است.